# 平安丸
|              |                                               |
| 船歷         |                                               |
| 起工         | 1929年6月19日                                 |
| 進水         | 1930年4月16日                                 |
| 竣工         | 1930年11月24日                                |
| 之後         | 1944年2月18日戰没                             |
| 主要目       |                                               |
| 總頓數       | 11,616 頓                                     |
| 載貨重量頓數 | 10,382 頓                                     |
| 全長         | 163.3 m                                       |
| 垂線間長     | 155.44 m                                      |
| 型幅         | 20.11 m                                       |
| 型深         | 12.49 m                                       |
| 吃水         | 9.2 m                                         |
| 主機         | 柴油引擎 2台                                  |
| 出力         | 13,404馬力（最大） 11,000馬力（計劃）         |
| 航海速力     | 15.0節                                        |
| 最高速力     | 18.38節                                       |
| 船客定員     | 計 330名 - 一等 76名 - 二等 69名 - 三等 185名 |

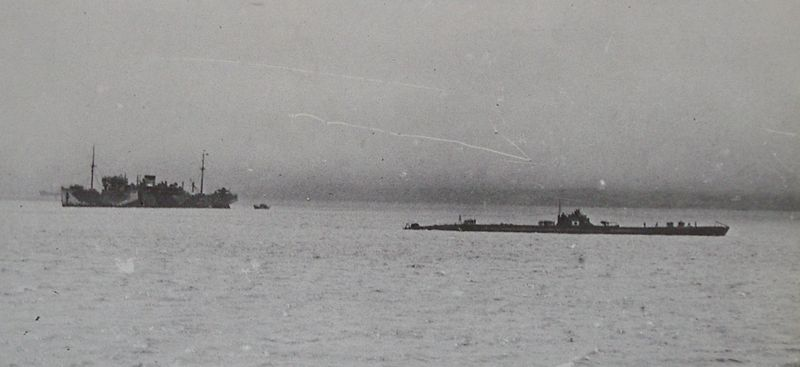
於1943年6月在千島群島幌筵岛特設潛水母艦『平安丸』（左，著防護漆）與其護衛艦，伴隨著伊第168型潛水艇『伊號第171潛水艇』（右）.

平安丸（日语：／ Heian-maru）曾為日本郵船公司所有之貨客兼用輪船。於1951年已經建造有第2代貨物船「平安丸」，本項只解說第1代的「平安丸」貨客船。

## 概要
為冰川丸級的第3艘船，1930年11月24日在大阪鐵工所櫻島工場竣工。12月18日從香港出港，航向西雅圖之航路。船價665萬日圓（當時）。
1941年8月，因日美關係悪化，本船仍然為空船但是急遽的從西雅圖港出港，回到横濱港。此次航行為戰前西雅圖航路之最終航海任務。
同年10月被日本海軍所徵用，派屬於横須賀鎮守府所屬之特設潛水母艦。12月20日編為第六艦隊第一潛水戰隊之母艦。
於1942年開始從事輸送之任務，1943年7月參加阿留申群島基斯卡島撤退作戰。
1944年2月17日在美國海軍第58任務部隊的特魯克空襲作戰中遭炸彈命中，翌日再遭魚雷命中而傾覆沈没。

## 外部連結
- HEIAN MARU （英文）
- truk lagoon wreck diving （英文）
- Hiroshi Nishida's IJN site （英文）
- Imperial Japanese Navy Page （页面存档备份，存于） （英文）